# Weihnachten im Juli
Weihnachten im Juli (Originaltitel Christmas in July) ist eine US-amerikanische Filmkomödie und die zweite Regiearbeit von Preston Sturges. Das Drehbuch von Sturges basierte auf seinem eigenen, 1931 verfassten Theaterstück A Cup of Coffee.

## Handlung
Dr. Maxford, der Besitzer einer berühmten Kaffeefirma, veranstaltet einen Wettbewerb, bei dem einfache Bürger Werbeslogans für seine Firma einreichen können. Die Person mit dem besten Slogan soll den Hauptgewinn in Höhe von 25.000 US-Dollar (in heutiger Rechnung über eine halbe Million) erhalten. Die Live-Übertragung im Radio, bei der der Gewinner durchgesagt werden soll, endet allerdings in einem Fiasko: In der zwölfköpfigen Jury haben sich elf Leute auf einen Slogan geeinigt, nur der starrsinnige Mr. Bildocker sperrt sich gegen den seiner Meinung nach öden Vorschlag. Daher muss das Radioprogramm ohne einen Gewinner enden und Maxford ist in der Öffentlichkeit blamiert.
Am Radio hört dem Programm auch der einfache Büroangestellte Jimmy Macdonald aus New York zu, der den Slogan "If you can't sleep at night, it's not the coffee, it's the bunk" eingereicht hatte. Obwohl alle Personen in seinem Umfeld den Slogan nicht verstehen, hofft er dennoch auf den Gewinn – damit könnte er endlich seine Freundin Betty heiraten und ihr eine finanziell hoffnungsvolle Zukunft bieten, zudem seiner verwitweten Mutter etwas Luxus geben, den sie nie in ihrem Leben hatte.
Drei seiner Bürokollegen – Dick, Tom und Harry – erlauben sich einen Spaß mit dem etwas naiven Jimmy und schicken ihm ein Telegramm, dass sich die Jury von Dr. Maxford endlich auf ihn als Gewinner festgelegt habe. Jimmys angeblicher Gewinn und seine Freude darüber machen auch seinen Büroleiter Mr. Waterbury und schließlich den Firmenchef J.B. Baxter auf ihn aufmerksam. Baxter ist beeindruckt, einen durch die Auszeichnung quasi in seiner Genialität geprüften Mitarbeiter wie Jimmy zu haben, und befördert ihn sofort zum Werbemanager mit eigenem Büro (inklusive Betty als Sekretärin). Gespannt versucht Baxter mit Jimmy zukünftige Werbeslogans zu entwickeln. Die drei Mitarbeiter wollen ihren Scherz noch rechtzeitig aufklären, finden aber kein Gehör in der Aufregung.
Nachmittags erscheint Jimmy bei Dr. Maxford, um sich seinen Scheck mit den 25.000 Dollar abzuholen. Maxford nimmt an, dass die Jury endlich zu einer Entscheidung gelangt ist, ohne ihn darüber zu informieren, und unterzeichnet den Scheck. Jimmy und Betty begeben sich anschließend in das Kaufhaus von Mr. Shindel, der sich telefonisch bei Maxford rückversichert, dass der Scheck auch echt ist. Jimmy kann daraufhin einen Verlobungsring für Betty, ein luxuriöses Bett für seine Mutter und weitere Geschenke für Freunde und Nachbarn kaufen. In der Arbeitersiedlung herrscht über Jimmys Sieg Freunde und die vielen Geschenke lassen den Tag wie „Weihnachten im Juli“ wirken.
Als Maxford herausfindet, dass die Jury immer noch tagt und zu keiner Entscheidung gekommen ist, fliegt die Sache auf. Vor Jimmys Haus erscheinen zunächst Shindel, der seine Ware zurückfordert, und schließlich Maxford mit der Polizei, der Jimmy als Betrüger verhaften lassen will. Shindel findet heraus, dass Maxfords Unterschrift echt ist, woraufhin er die Geschenke nicht von den Straßenbewohnern zurückfordert, sondern Maxford dazu zwingt, sie ihm zu bezahlen. Die drei Kollegen von Jimmy klären schließlich auf, dass sie für die ganze Verwirrung verantwortlich sind.
Abends suchen Jimmy und Betty ihre Arbeitsstelle auf, wo gerade Jimmys Name auf die Tür zu seinem neuen Büro gepinselt wird, und erklären Mr. Baxter das Missverständnis. Obwohl ihm die Ideen von Jimmy gefallen haben, will Baxter daraufhin dessen Beförderung rückgängig machen, da er ohne die Auszeichnung ja nicht wissen könne, ob Jimmy wirklich talentiert sei. Betty fordert schließlich, dass ihr Verlobter wenigstens eine Chance in seinem Leben erhalten solle, um sich zu beweisen. Baxter lenkt ein und stimmt Jimmys Beförderung zu, wenngleich zunächst nur für eine kurze Probezeit und ohne Gehaltserhöhung.
Unterdessen hat der Juror Bildocker seine anderen elf Kollegen davon überzeugt, für seinen Vorschlag zu stimmen, wer die 25.000 US-Dollar bekommen soll: Zum Ärgernis von Maxford ein gewisser Jimmy MacDonald mit "If you can't sleep at night, it's not the coffee, it's the bunk."

## Produktionsnotizen
Weihnachten im Juli wurde in den Paramount-Studios von Hollywood gedreht und feierte seine Uraufführung am 25. Oktober 1940. In Österreich lief der Film kurz nach Kriegsende 1945 an, in Deutschland drei Jahre später. Alternativtitel des Films ist Das große Los.
William LeBaron war Herstellungsleiter, die Filmbauten entwarfen Hans Dreier und Earl Hedrick. Wally Westmore wurde als Maskenbildner eingesetzt, Sigmund Krumgold übernahm die musikalische Leitung. George Templeton fungierte als Assistenzregisseur. Preston Sturges übernahm in diesem Film auch einen kleinen Cameo-Auftritt als ein Mann, der den Radionachrichten zuhört, während er sich die Schuhe putzen lässt.

## Kritiken
Bosley Crowther zeigte sich in der New York Times vom 6. November 1940 begeistert: Sturges schaffe außergewöhnlich komische Charaktere, insbesondere bei den Nebenfiguren, und biete überraschende Wendungen in seiner Komik. „Als Schöpfer von reicher und menschlicher Komödie ist Mr. Sturges dicht auf den Fersen von Frank Capra.“ Eine weitere zeitgenössische Kritik vom Variety zeigte sich dagegen kritischer und bemerkte, dass Weihnachten im Juli merklich schwächer als Sturges’ Regiedebüt Der große McGinty sei: „Der Film hat Momente von Witz und Interesse, aber diese werden zu oft unterbrochen durch offensichtliche und langweilige Szenen, die zu sehr auf Dialoge setzen.“ Dick Powell gelinge in der Hauptrolle eine „dominierende Darstellung“, so der Variety.
Bei Rotten Tomatoes besitzt Weihnachten im Juli, basierend auf 16 Kritiken, eine positive Bewertung von 92 % mit einer Durchschnittswertung von 7,9 Punkten. Dennis Schwartz schrieb für Ozu's World Movie Reviews, Christmas in July sei ein „kleiner Film, der nichts großes über das große Geschäft sagt“. Trotzdem sei der Film „unterschätzt“ sowie „energetisch, klug gemacht, gefüllt mit cleveren Seitenhieben auf den American Dream und ein großer Spaß“. Jonathan Rosenbaum sieht Sturges’ Weihnachten im Juli ebenfalls als den unterschätztesten Film des Regisseurs: Es sei eine „chaotische Satire auf den Kapitalismus, die so tief beißt, dass es schmerzt“. Er fange die Atmosphäre der Great Depression gut ein und Sturges benutze die „aufleuchtenden“ Nebendarsteller in ihren exzentrischen Rollen wie „Instrumente in einem verrückten Concerto“.
In Deutschland schreibt der Filmdienst, Weihnachten im Juli sei „eine ebenso vergnügliche wie intelligente Hollywood-Komödie mit Elementen einer überdrehten Slapstick-Farce, die garniert ist mit satirischen Spitzen gegen amerikanisches Kommerzdenken.“